# Petre Becheru
Petre Becheru (16 de maio de 1960, em Drăgănești-Vlașca, Teleorman) é um ex-halterofilista da Romênia.
Petre Becheru apareceu no campeonato mundial e europeu de 1983, em Moscou, que foram organizados como um único evento. Ele levantou 155 kg no arranque, mas não conseguiu resultado no arremesso e não concluiu a prova.
Nos Jogos Olímpicos de 1984, que foram organizados como campeonato mundial de halterofilismo também, ele ganhou ouro com 355 kg no total combinado (155+200), na categoria até 82,5 kg.
Depois disso, seu melhor desempenho no esporte foi o bronze no total combinado no campeonato europeu de 1987.
Quadro de resultados
| Ano  | Posição | Competição                             | Classe de peso | Marca                   |
| 1983 | /       | Campeonato Mundial e Europeu em Moscou | –82,5 kg       | Sem marca, não concluiu |
| 1984 | 1.      | Jogos Olímpicos e Campeonato Mundial   | –82,5 kg       | 355 kg (155+200)        |
| 1985 | 5.      | Campeonato Mundial em Södertälje       | –82,5 kg       | 360 kg (157,5+202,5)    |
| 1986 | 7.      | Campeonato Mundial em Sófia            | –82,5 kg       | 370 kg (160+210)        |
| 1987 | 6.      | Campeonato Europeu em Reims            | –82,5 kg       | 367,5 kg (160+207,5)    |
| 1987 | 6.      | Campeonato Mundial em Ostrava          | –82,5 kg       | 362,5 kg (157,5+205)    |
| 1989 | 9.(6.)* | Campeonato Mundial e Europeu em Atenas | –82,5 kg       | 347,5 kg (152,5+195)    |

* Ficou em 9º no campeonato mundial e em 6º no europeu